# Jean Eric Rehn
Pour les articles homonymes, voir Rehn.
Jean Eric Rehn ou Johan Eric Rehn, né le 18 mai 1717 à Stockholm, et mort le 19 mars 1793 dans la même ville, est un dessinateur, graveur au burin, designer et un architecte suédois.

## Biographie
Jean Eric Rehn est né le 18 mai 1717 à Stockholm. 
En 1733, il commence sa formation d'architecte à la fortification de Stockholm et en 1739, il reçoit sa commande comme dessinateur militaire. À partir de 1735, il est également étudiant à l'académie royale des arts de Suède, fondée cette année-là. En 1740 Carl Hårleman lui offre une bourse d'études afin qu'il puisse suivre une formation de graveur chez Jacques-Philippe Lebas à Paris. Il est son élève jusqu'en 1745. Il voyage beaucoup en Allemagne, en Italie et en France. Jean Eric Rehn introduit le style Louis XVI en Suède.
Il meurt le 19 mars 1793 dans sa ville natale.